# Giải bóng đá vô địch quốc gia Turkmenistan 2009
Giải bóng đá vô địch quốc gia Turkmenistan 2009 hay Ýokary Liga 2009 là mùa giải thứ 17 của giải bóng đá chuyên nghiệp Turkmenistan. Giải khởi tranh ngày 25 tháng 4 năm 2009 với vòng đấu đầu tiên và kết thúc ngày 7 tháng 11 năm 2009 trong 18 vòng. FC Aşgabat là đương kim vô địch. Nửa đầu mùa giải kết thúc ngày 27 tháng 6 năm 2009. Nửa sau mùa giải khởi tranh ngày 4 tháng 9 năm 2009.

## Thay đổi đội bóng từmùa giải trước
Gara Altyn Balkanabat và FC Ahal bỏ giải.

### Thay đổi thế thức thi đấu
Thể thức thi đấu không thay đổi. Vì chỉ có 9 đội tham gia Giải bóng đá vô địch quốc gia Turkmenistan 2009, mỗi đội đá 2 trận với mỗi đội còn lại, khiến cho mỗi đội bóng phải thi đấu 16 trận. Vì có một đội miễn đấu mỗi vòng, nên tổng cộng có 18 vòng đấu.

## Tổng quan
| Câu lạc bộ   | Địa điểm    | Sân vận động               | Sức chứa | Huấn luyện viên      |
| ------------ | ----------- | -------------------------- | -------- | -------------------- |
| Altyn Asyr   | Ashgabat    |                            |          | Gurbani              |
| Aşgabat      | Ashgabat    | Sân vận động Nisa-Çandybil | 1.500    | Boris Grigoryans     |
| Bagtyýarlyk  | Türkmenabat | Sân vận động Türkmenabat   | 10.000   |                      |
| HTTU Aşgabat | Ashgabat    | Sân vận động HTTU          | 1.000    | Ýazguly Hojageldiýew |
| Merw         | Mary        | Sân vận động Mary          | 10.000   |                      |
| Nebitçi      | Balkanabat  | Sân vận động Balkanabat    | 10.000   | Amanmyrat Meredow    |
| Şagadam      | Türkmenbaşy | Sân vận động Türkmenbaşy   | 5.000    | Ismailow             |
| Talyp Sporty | Ashgabat    | Sân vận động Köpetdag      | 25.000   | Durdyýew             |
| Turan        | Daşoguz     | Sân vận động Daşoguz       | 12.000   |                      |

## Bảng xếp hạng
| XH | Đội           | Tr | T  | H | T  | BT | BB | HS  | Đ  | Lên hay xuống hạng    |
| -- | ------------- | -- | -- | - | -- | -- | -- | --- | -- | --------------------- |
| 1  | HTTU (C)      | 16 | 12 | 4 | 0  | 44 | 14 | +30 | 40 | Cúp Chủ tịch AFC 2010 |
| 2  | Nebitçi       | 16 | 12 | 2 | 2  | 35 | 11 | +24 | 38 |                       |
| 3  | Merw          | 16 | 10 | 3 | 3  | 31 | 15 | +16 | 33 |                       |
| 4  | Aşgabat       | 16 | 9  | 2 | 5  | 24 | 24 | 0   | 29 |                       |
| 5  | Altyn Asyr    | 16 | 6  | 2 | 8  | 20 | 23 | −3  | 20 |                       |
| 6  | Talyp Sporty  | 16 | 4  | 4 | 8  | 15 | 25 | −10 | 16 |                       |
| 7  | Şagadam       | 16 | 4  | 2 | 10 | 17 | 28 | −11 | 14 |                       |
| 8  | Turan Daşoguz | 16 | 3  | 1 | 12 | 17 | 39 | −22 | 10 |                       |
| 9  | Lebap         | 16 | 1  | 2 | 13 | 6  | 30 | −24 | 5  |                       |

Cập nhật đến 14 tháng 11 năm 2009
Nguồn:  (tiếng Turkmen)
Quy tắc xếp hạng: 1. Điểm; 2. Hiệu số bàn thắng; 3. Số bàn thắng.
Winners of Giải bóng đá vô địch quốc gia Turkmenistan 2009 qualify for the Cúp Chủ tịch AFC 2010.
(VĐ) = Vô địch; (XH) = Xuống hạng; (LH) = Lên hạng; (O) = Thắng trận Play-off; (A) = Lọt vào vòng sau. 
Chỉ được áp dụng khi mùa giải chưa kết thúc: 
(Q) = Lọt vào vòng đấu cụ thể của giải đấu đã nêu; (TQ) = Giành vé dự giải đấu, nhưng chưa tới vòng đấu đã nêu.

### Vị thứ theo vòng đấu
Bản mẫu:Fb rbr Vị thứ header
Bản mẫu:Fb rbr t Vị thứ
Bản mẫu:Fb rbr t Vị thứ
Bản mẫu:Fb rbr t Vị thứ
Bản mẫu:Fb rbr t Vị thứ
Bản mẫu:Fb rbr t Vị thứ
Bản mẫu:Fb rbr t Vị thứ
Bản mẫu:Fb rbr t Vị thứ
Bản mẫu:Fb rbr t Vị thứ
Bản mẫu:Fb rbr t Vị thứ
Bản mẫu:Fb rbr Vị thứ footer

## Kết quả

### Mùa giải
| Nhà \ Khách[1] | ALT | ASH | LEB | HTT | MER | NEB | SAG | TLP | DAS |
| Altyn Asyr     |     | 3–0 | 0–1 | 1–5 | 0–2 | 1–3 | 3–2 | 0–0 | 6–2 |
| Aşgabat        | 2–1 |     | 2–0 | 1–1 | 2–2 | 1–8 | 3–0 | 2–1 | 1–0 |
| Lebap          | 0–1 | 1–3 |     | 0–1 | 0–2 | 0–1 | 0–2 | 0–1 | 1–1 |
| HTTU           | 1–1 | 3–0 | 3–1 |     | 1–1 | 3–0 | 3–2 | 2–0 | 9–3 |
| Merw           | 3–1 | 1–0 | 4–0 | 0–2 |     | 0–1 | 2–1 | 1–1 | 2–0 |
| Nebitçi        | 1–0 | 2–1 | 4–1 | 1–1 | 0–1 |     | 4–1 | 3–0 | 2–0 |
| Şagadam        | 1–0 | 0–1 | 1–0 | 0–1 | 2–4 | 1–1 |     | 1–1 | 2–1 |
| Talyp Sporty   | 0–1 | 0–1 | 1–1 | 1–4 | 2–5 | 0–2 | 3–1 |     | 2–1 |
| Turan Daşoguz  | 0–1 | 1–4 | 3–0 | 2–4 | 2–1 | 0–2 | 1–0 | 0–2 |     |

Cập nhật lần cuối: 14 tháng 11 năm 2009.
Nguồn: 
1 ^ Đội chủ nhà được liệt kê ở cột bên tay trái.
Màu sắc: Xanh = Chủ nhà thắng; Vàng = Hòa; Đỏ = Đội khách thắng.

## Vua phá lưới
| Position         | Cầu thủ             | Câu lạc bộ         | Goals |
| ---------------- | ------------------- | ------------------ | ----- |
| 1                | Berdi Şamyradow     | HTTU Aşgabat       | 18    |
| 2                | Gurbanmuhammedow    | Merw Mary          | 11    |
| 3                | Mämmedaly Garadanow | Nebitçi Balkanabat | 10    |
| 3                | Didargylyç Urazow   | FC Altyn Asyr      | 10    |
| Total bàn        | Total bàn           | Total bàn          | 209   |
| Total games      | Total games         | Total games        | 72    |
| Average per game | Average per game    | Average per game   | 2.90  |

Cập nhật gần đây nhất: 14 tháng 11 năm 2009
Nguồn: 

## Thống kê

### Ghi bàn
- Cầu thủ ghi bàn đầu tiên:
  - Hojaahmet Arazow for HTTU Aşgabat against Bagtyýarlyk, 3thứ 3 minute (25 tháng 4 năm 2009)
- Widest winning margin: 7 Goals
  - FC Aşgabat 1–8 Nebitçi Balkanabat (19 tháng 9 năm 2009)
- Most bàn in a match: 12 Goals
  - HTTU Aşgabat 9–3 Turan (12 tháng 6 năm 2009)
- Most bàn in a draw: 4 Goals
  - Aşgabat 2–2 Merw (27 tháng 6 năm 2009)
- Most bàn in a match by one team: 9 Goals
  - HTTU Aşgabat 9–3 Turan (12 tháng 6 năm 2009)
- Most bàn scored by losing team: 3 bàn
  - HTTU Aşgabat 9–3 Turan (12 tháng 6 năm 2009)
- Cầu thủ ghi hat-trick đầu tiên of the season:
  - Berdi Şamyradow for HTTU Aşgabat against Nebitçi (16 tháng 5 năm 2009)
- Most bàn in a match by one player: 4 bàn
  - Berdi Şamyradow for HTTU Aşgabat against Turan Daşoguz (12 tháng 6 năm 2009)
  - Mämmedaly Garadanow for Nebitçi Balkanabat against FC Aşgabat (19 tháng 9 năm 2009)
  - Didargylyç Urazow for FC Altyn Asyr against Turan Daşoguz (3 tháng 10 năm 2009)
  - Gurbanmuhammedow for Merw Mary against Talyp Sporty Aşgabat (24 tháng 10 năm 2009)

## Giải đấu quốc tế

### Cúp CIS 2009
- Cúp CIS 2009:

Aşgabat -  U-21 Nga (0–0)
Aşgabat -  MTZ-RIPO Minsk (0–4)
 FK Ekranas - Aşgabat (3–1)

### Cúp Chủ tịch AFC 2009
- Cúp Chủ tịch AFC 2009:

Aşgabat -  Sri Lanka Army (5–1)
 Abahani Ltd. - Aşgabat (0–0)
Aşgabat -  Dordoi-Dynamo (1-2)